# أحمد العربيد
أحمد العربيد هو مبارز بالسيف كويتي، مثّل بلاده في الألعاب الأولمبية الصيفية 1976.

## روابط خارجية
أحمد العربيد على موقع أوليمبيديا (الإنجليزية)